# Abdou Razack Traoré
Abdou Razack Traoré (Abidjan, 28 dicembre 1988) è un calciatore ivoriano naturalizzato burkinabé, attaccante svincolato.

## Carriera

### Nazionale
Ha partecipato a quattro diverse edizioni della Coppa d'Africa (nel 2012, 2013, 2015 e 2017).

## Palmarès

### Club

#### Competizioni nazionali
- Campionato norvegese: 1

Rosenborg: 2009
- Superfinalen: 1

Rosenborg: 2010
- Supercoppa di Turchia: 1

Konyaspor: 2017